# گره ارتباطی هوابرد میدان جنگ

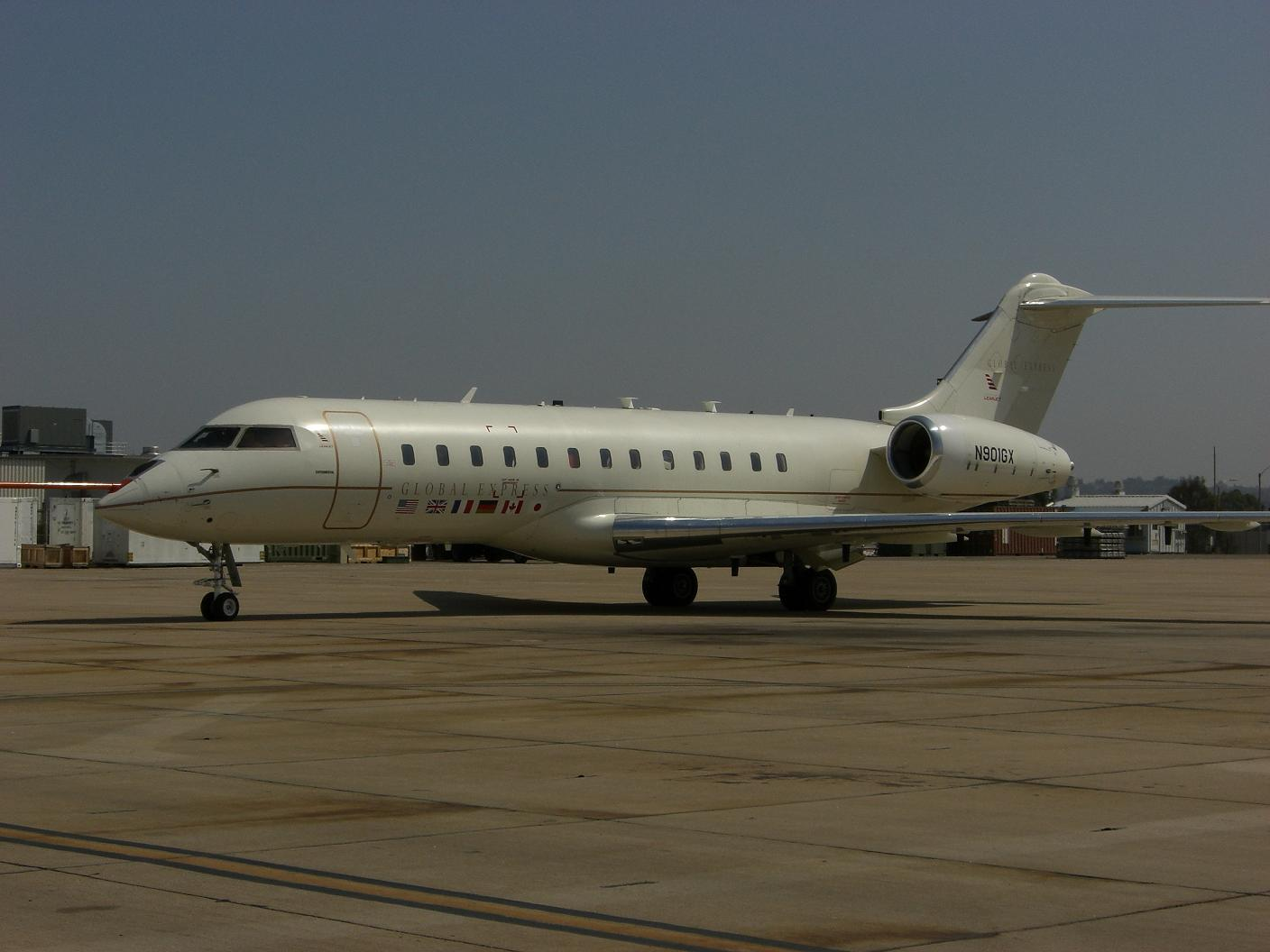
بمباردیه گلوبال اکسپرس در اوت ۲۰۰۷، همراه با گره ارتباطی هوابرد میدان جنگ

گره ارتباطی هوابرد میدان جنگ (انگلیسی: Battlefield Airborne Communications Node) نوعی سامانه تکرارگر و دروازه ارتباطی ساخت نیروی هوایی ایالات متحده آمریکا است که روی آر کیو-۴، بمباردیه گلوبال اکسپرس و اف-۲۲ رپتور نصب شده‌است. این سامانه امکان جریان بی‌درنگ اطلاعات در فضای جنگ را فراهم می‌آورد و می‌تواند داده‌ها را در فواصل دور و نزدیک انتقال دهد. قابلیت این سامانه در انتقال اطلاعات میان سامانه‌های ارتباطی غیریکسان، امکان هم‌کنش‌پذیری بدون تغییر را به آن می‌دهد.